# The Mantle
The Mantle è un album del gruppo musicale statunitense Agalloch, pubblicato nel 2002 dalla The End Records.

## Tracce
1. A Celebration for the Death of Man... – 2:24
2. In the Shadow of Our Pale Companion – 14:44
3. Odal – 7:38
4. I Am the Wooden Doors – 6:10
5. The Lodge – 4:39
6. You Were but a Ghost in My Arms – 9:13
7. The Hawthorne Passage – 11:17
8. ...and the Great Cold Death of the Earth – 7:13
9. A Desolation Song – 5:07

## Formazione

### Gruppo
- John Haughm - voce, chitarra elettrica, chitarra acustica, batteria, percussioni
- Don Anderson - chitarra elettrica, chitarra classica, pianoforte
- Jason William Walton - basso

### Altri musicisti
- Ronn Chick - sintetizzatore, campane, mandolino
- Ty Brubaker - contrabbasso, fisarmonica
- Danielle Norton - trombone